# Elymus intramongolicus
Elymus intramongolicus là một loài thực vật có hoa trong họ Hòa thảo. Loài này được (Shan Chen & W.Gao) S.L.Chen mô tả khoa học đầu tiên năm 1988.